# Rauchtown (Pensilvania)
Rauchtown es un lugar designado por el censo ubicado en el condado de Clinton en el estado estadounidense de Pensilvania. En el Censo de 2010 tenía una población de 726 habitantes y una densidad poblacional de 157,04 personas por km².

## Geografía
Rauchtown se encuentra ubicado en las coordenadas 41°7′40″N 77°14′34″O / 41.12778, -77.24278. Según la Oficina del Censo de los Estados Unidos, Rauchtown tiene una superficie total de 4.62 km², de la cual 4.62 km² corresponden a tierra firme y (0.17%) 0.01 km² es agua.

## Demografía
Según el censo de 2010, había 726 personas residiendo en Rauchtown. La densidad de población era de 157,04 hab./km². De los 726 habitantes, Rauchtown estaba compuesto por el 99.04% blancos, el 0.55% eran afroamericanos, el 0% eran amerindios, el 0.14% eran asiáticos, el 0% eran isleños del Pacífico, el 0.14% eran de otras razas y el 0.14% pertenecían a dos o más razas. Del total de la población el 0.28% eran hispanos o latinos de cualquier raza.